# NGC 4588
NGC 4588 este o galaxie spirală situată în constelația Fecioara. A fost descoperită în 13 aprilie 1784 de către William Herschel. Se află la o distanță de 76,56 de megaparseci de Pământ.